# Lucía (película de 1963)
Lucía es una película filmada en colores de Argentina dirigida por Dick Ross sobre el guion de James F. Collier adaptado por Nelly Fideles que se filmó en 1963 pero nunca fue estrenada comercialmente en Argentina y tuvo como protagonistas a Fernanda Mistral, Zelmar Gueñol y Jorge Barreiro. 
El filme fue procesado en Hollywood y filmado también en versión hablada en inglés que se exhibió el 12 de junio de 1966.

## Reparto
Participaron del filme los siguientes intérpretes:
- Fernanda Mistral
- Zelmar Gueñol
- Jorge Barreiro
- María Esther Daguerre
- Orestes Soriani
- Rosángela Balbó